# Switle (Polohy, Molotschansk)
Switle  (ukrainisch Світле; russisch Светлое Swetloje) ist ein ukrainischer Ort im Rajon Polohy in der Oblast Saporischschja. Er geht auf das russlandmennonitische Dorf Alexanderwohl zurück.

## Alexanderwohl
Der Ort wurde 1821 von 22 Familien aus Westpreußen gegründet. In Preußen hatten diese Familien der Groninger Altflämsiche Gemeinde angehört. Auf der Reise hatten die Siedler Zar Alexander getroffen, der ihnen Glück wünschte. Der Ortsname bezieht sich offenbar auf diese Begebenheit. Die Siedlung erstreckte sich am Südufer des Begim-Tschokrak mit je 15 Bauernhöfen zu jeder Straßenseite. Im Dorf gab es zwei Windmühlen und ein Lebensmittelgeschäft. 1869 zählte man hier 25 Vollwirtschaften, 10 Halbwirtschaften und 26 Kleinwirtschaften. 1874 wanderten alle Bewohner nach Amerika aus und ließen sich in Kansas nieder.  Der Ort wurde von anderen Familien aus der Kolonie neu besiedelt. Die Mennonitenkirche von 1865 ist heute bis auf wenige Reste verschwunden. Das Gebäude der Dorfschule ist erhalten, allerdings heute verputzt.  Bemerkenswert ist das Gebäude der Apotheke am südwestlichen Dorfende. Fensteröffnungen und vorgeblendete Säulen an den Gebäudeecken sind mit Zierwerk aus Backstein versehen.